# 王承瑞
王承瑞（1923年9月—2009年3月10日），男，天津人，中国高能物理学家，曾任山东大学教授、博士生导师，中国高能物理学会副理事长，中国物理学会理事。